# Common
Lonnie Rashid Lynn, Jr. (n. 13 martie 1972, Chicago, Illinois, SUA), mai bine cunoscut prin numele său de scenă Common (în trecut Common Sense), este un rapper și actor american din  Chicago, Illinois, recunoscut pentru versurile lui despre dragoste și spiritualitate.
Common a debutat in 1992 cu albumul Can I borrow a dollar? și a câștigat notorietate în Underground hip hop  dupa care a început să fie cunoscut publicului larg alături de grupul neo-soul Soulquarians.. Muzica sa a fost privită ca o formă de protest față de stilul gangsta rap⁠(en)[traduceți], predominant pe scena hip-hop în anii 1990.
A câștigat primul său Premiu Grammy în 2003, câștigând la categoria „cel mai bun cântec R&B”. pentru „Love of My Life”, cu Erykah Badu.
Common a mai câștigat Premiul Globul de Aur pentru cel mai bun cântec original și în 2015 Premiul Oscar pentru cel mai bun cântec original, pentru piesa „Glory” din filmul Selma din 2014, în care el l-a jucat pe James Conice.
Pe lângă activitatea muzicală, Common a avut mai multe roluri în filme precum American Gangster, Suicide Squad , Terminatorul: Salvarea  sau Smokin' Aces.

## Copilăria și primele activități artistice
Common s-a născut în Chicago, unde a crescut în cartierul Calumet Heights. El este fiul profesoarei Mahalia Ann Hines și al fostului jucător de baschet din NBA, Lonnie Lynn care a activat la echipa Denver Rockets. Părinții săi au divorțat când Common avea șase ani, tatăl său mutându-se în Denver.Tatăl său a avut un rol activ în creșterea sa, ajuntându-l să obțină un loc de muncă la clubul de baschet Chicago Bulls, în perioada adolescenței.
Common a urmat cursurile universității Florida A&M University tip de doi ani obținând o diplomă în economia afacerilor.
În timpul liceului, Common a făcut parte dintr-un trio, numit C.D.R cântând înainte concertelor celor de la N.W.A sau Big Daddy Kane.
După ce a apărut în paginile revistei The Source, Common a debutat cu single-ul Take It EZ,care avea să fie inclus pe albumul de debut Can I borrow a dollar?, lansat sub pseudonimul de Common Sense.

## Cariera muzicala

### 1992-1996: Începutul
Lansarea albumului Ressurection în anul 1994 ,a fost primită de aplauzele publicului underground și alternative hip-hop din acea periodă. 
Ressurection avea să fie ultimul album al lui Common produs în totalitate de către No I.D., care avea să devină un mentor pentru tânărul Kanye West.
Piesa "I Used to Love H.E.R." de pe albumul Ressurection a declanșat o dispută între Common și gruparea Westside Connnection. Versurile lui Common, criticau calea pe care o luase muzica hip-hop, și au fost interpretate de mulți ca fiind un afront adus genului Gangsta rap, extrem de popular în acea perioadă. Westside Connection a lansat în 1995 piesa "Westside Slaughterhouse", prin care îl atacau în mod direct pe Common. Disputa lor a continuat o lungă perioadă, până când o reconciliere a fost făcută de către activistul Louis Farrakhan.
În 1996, Common avea să apară alturi de alți artiști, precum Wu-Tang Clan sau Fat Joe, într-o compilație realizată de  Red Hot Organization, care avea drept scop conștientizarea opiniei publice cu privire la riscurile virusului HIV.
Lonny Rashid Lynn a fost forțat să renunțe la o parte a numelui său, mai exact la Sense, în urma unui proces câștigat de o formație cu același nume.

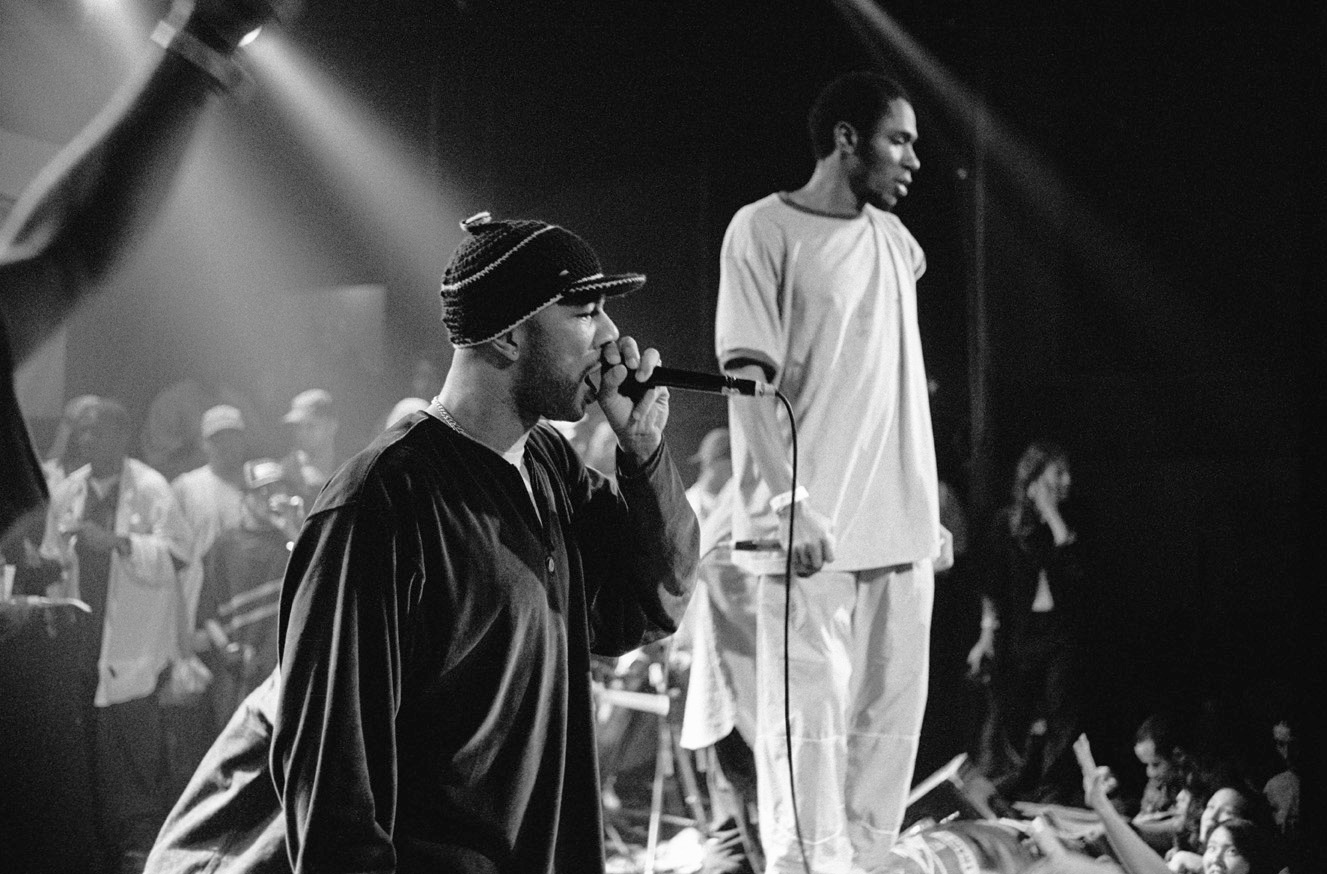
Common și Mos Def, 1999

### 1996–1999: One Day It'll All Make Sense
Deși iniția albumul One Day It'll All Make Sense  a fost prevăzut pentru lansare în octombrie 1996, Common l-a lansat în in septembrie 1997. Producția albumului a durat aproape 2 ani și include colaborări cu artiști precum Lauryn Hill, De La Soul, Q-Tip, Canibus, Black Thought, Chantay Savage sau Questlove-viitor component al grupului Soulquarians. Albumul a fost bine primit de către critici și i-a adus lui Common un contract cu casa de discuri MCA Records. Ca și fapt divers, primul copil al rapperului, Omoye Assat Lynn s-a născut la scurt timp după lansarea albumului.
Așa cum reiese dintr-un interviu acordat jurnalistului Raquel Cepede, nașterea primei fiice a avut un efect spiritual și mental profund asupra lui Common, dându-i un imbold creativ și permițându-i să crească ca și artist.
| “ | Când am fost copil, am vorbit ca un copil, am gândit ca un copil, am judecat ca un copil, Când am devenit bărbat,am lăsat însă copilăriile în urma mea. | ” |

### Perioada The Soulquarians

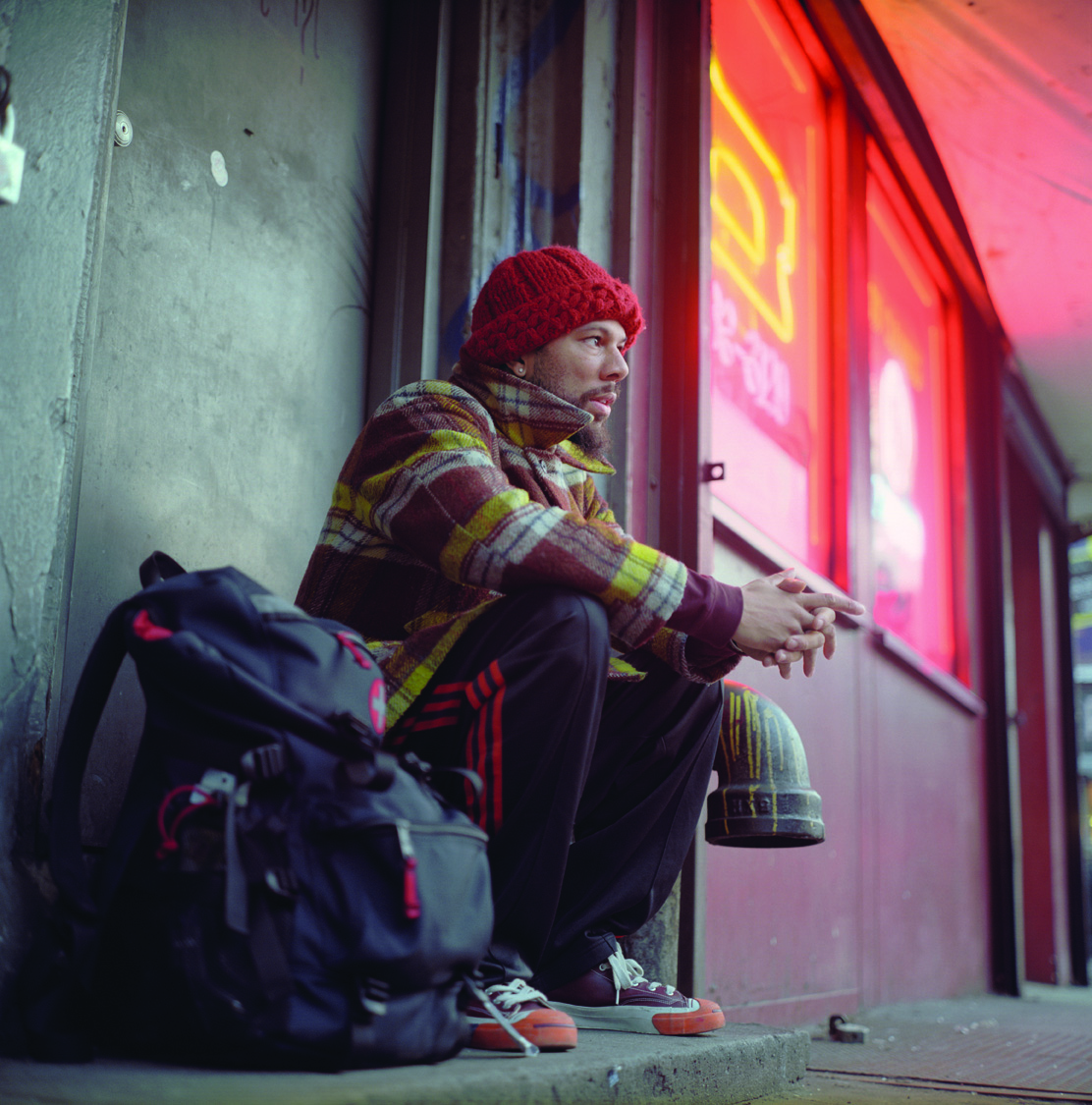
Common (2003) în New York City

După ce a semnat un contract cu casa de discuri MCA Records, Common s-a mutat din Chicago-ul natal în New York City, în anu 1999. Aici a început să înregistreze cu un grup de artiști cunoscuți sub numele de The Soulqarians, grupați în jurul persoanei lui Questlove. În perioada următoare, Common a avut câteva apariții sporadice pe albumul Things Fall Apart al celor de la The Roots, formație care îl are ca lider pe același Questlove.
Anul 2000 avea să marcheze apariția unuia dintre cele mai apreciate albume ale lui Common, Like Water for Chocolate. 
Produs executiv de Questlove și de DJ Premier, Like Water for Chocolate, a fost albumul care i-a adus lui Common primul disc de aur din carieră, și i-a extins totodată nucleul de fani, dincolo de Marile Lacuri.
În această perioadă Common îl cunoaște pe J Dilla, un producător muzical și rapper care a devenit cunoscut în anii '90 pe scena underground a hip hopului din Detroit, Michigan. Cei doi vor colabora în mai multe proiecte, printre care și realizarea piesei  "Thelonius", inclusă atât pe albumul Fantastic, Vol.2 al lui J Dilla cât și pe Like Water like Chocolate, al lui Common. Pritenia celor doi avea să fie oprită brusc de moartea de Lupus a lui J Dilla, în anul 2006.
Cel mai popular single de pe album, ”The Light” a fost nominalizat la Premiile Grammy.
În anul 2002, Common a lansat cel de al cincelea album de studio, Electric Circus. Albumul a primit recenzii bune de la critici, fiind apreciat pentru viziunea ambițioasă. Albumul conține elemente din diverse genuri muzicale precum, hip-hop,pop,rock,muzică electronică dar și neo soul. Albumul este considerat drept unul experimental pentru rapperul american, fiind diferit față de lansările anterioare.

### 1999-2011 GOOD Music
La începutul anului 2004, Common a anunțat semnarea unui contract cu casa de discuri nou înființată GOOD Music, aparținănd unui Kanye West aflat la început de drum. Cei doi au colaborat la următorul album de studio al lui Common, Be, album produs de Kanye West (și de J Dilla ). Albumul i-a adus lui Common un nou de disc de aur, atingând 800.000 de copii vândute. Be a primit nota 8.6 de la prestigiosul site de critică muzicală Pitchfork Media și a fost de asemenea nominalizat la Premiile Grammy.
Al șaptelea album al lui Common, Finding Forever a fost lansat la data de 31 iulia 2007, și a continuat seria colaborării cu Kanye West, fiind unul dintre favoritele la premiile Grammy, categoria cel mai bun album rap. Chiar dacă albumul nu a câștigat premiul pentru cel mai bun album, piesa  "Southside," a fost desemnată drept cea mai bună  interpretare rap a unui duo în 2008. La realizarea albumul au contribuit will.i.am, Devo Springsteen, Derrick Hodge,Karriem Riggins, Dwele, Bilal, D'Angelo și Lily Allen.
În 2007, Common și solistul trupei A Tribe Called Quest, Q-Tip au anunțat o posibilă colaborare în cadrul unui grup muzical numit The Standard, alături de Kanye West.

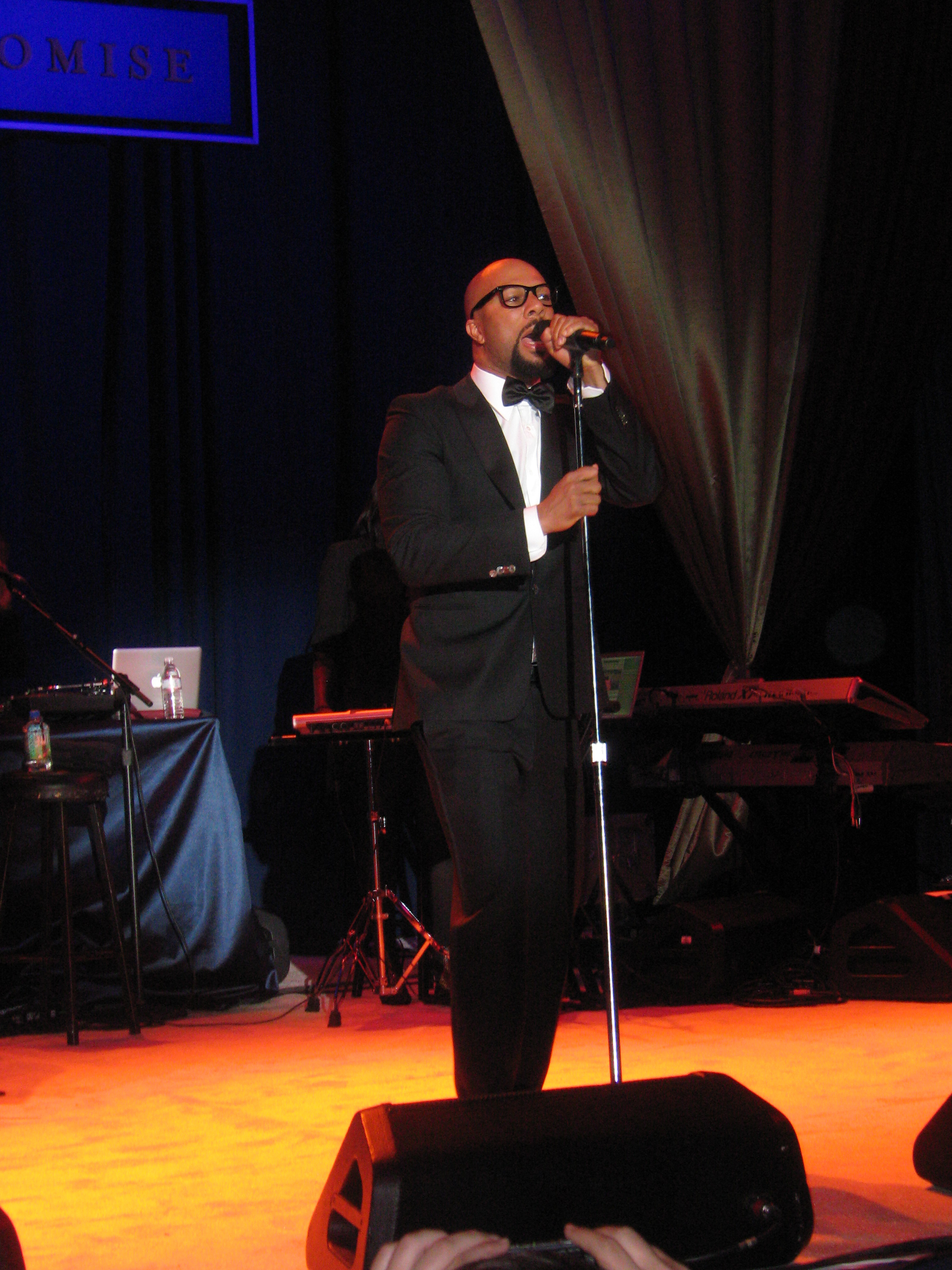
Common la inaugurarea lui Barack Obama, ca și președinte al Statelor Unite ale Americii în 2009

Al optulea album de studio al lui Common, a fost lansat pe 24 iunie 2008 sub numele de Invincible Summer, însă a fost schimbat la scurt timp în Universal Mind Control. Albumul a fost de asemenea nominalizat la premiile Grammy din acel an, inclusiv la categoria cea mai bună performanță rap ("Make Her Say").

### 2011-2014:The Dreamer/The Believer și disputa cu Drake
Noul album de studio al lui Common,  The Dreamer/The Believer a fost lansat în anul 2011 și l-a avut producător pe cunoscutul No I.D.. Albumum a avut în general recenzii favorabile , fiind notat cu 7.4 de către site-ul Metacritic.
Common a colaborat în unele piese cu artiști precum Nas (rapper)  pe melodia ”Ghetto Dreams” scrisă de George Clinton, John Legend pe  cântecul ”The Believer” sau Maya Angelou pe ”The Dreamer”.
Anterior Premiilor Grammy din 2012, Common a avut o scurtă altercație cu rapperul Drake, cei doi adresându-și reciproc mai multe diss-uri, datorare unor versuri dintr-o piesă interpretată de Drake, Rick Ross și French Montana 
Despre cel de al nouălea album, artistul a declarat:
| “ | Când eram copil, toată lumea îmi spunea că sunt un visător. Odată ce am început să-mi realizez visele, m-am transformat într-un tip care crede. Este vorba de faptul că vezi ceva ce îți dorești și faci ca acest lucru să devină realitate. Aceasta este călătoria în care vreau să meargă cei care vor asculta albumul.”. | ” |

### 2014:Nobody's Smiling
Cel de al zecelea album de studio al lui Common a fost lansat în anl 2014, de către casa de discuri americană Def Jam Recordings.
Numele și conceptul albumul sunt inspirate din probleme sociale (rata mare a criminalității și a violenței) din Chicago, orașul natal al lui Common.
Ca și marea majoritate a albumelor lui Common, și acesta a fost primit pozitiv atât de către critici cât și de către public, obținând 78 de puncte de la Metacritic, nota 7.7 de la Pitchfork și  3 stele și jumătate de la Rolling Stone.

### 2016: Black America Again
Ultimul album de studiu al rapperului Common, a fost lansat pe data de 4 noiembrie 2016, fiind produs de către ARTium Recordings și Def Jam Recordings.
Albumul a debutat pe poziția a 25-a în Billboard 200 și a vândut în primele zile după lansare 15923 de copii. În medie albumul a primit un rating de 87 din 100, în urma a 11 recenzii.
Alături de Common, în realizarea albumului au mai colaborat artiști precum Stevie Wonder, Gucci Mane, Pusha T, sau românul Vladimir Cosma care a compus partea instrumentală a melodiei ”Red Wine” (interpretată alături de Syd și Elena).

## Cariera de actor și de poet

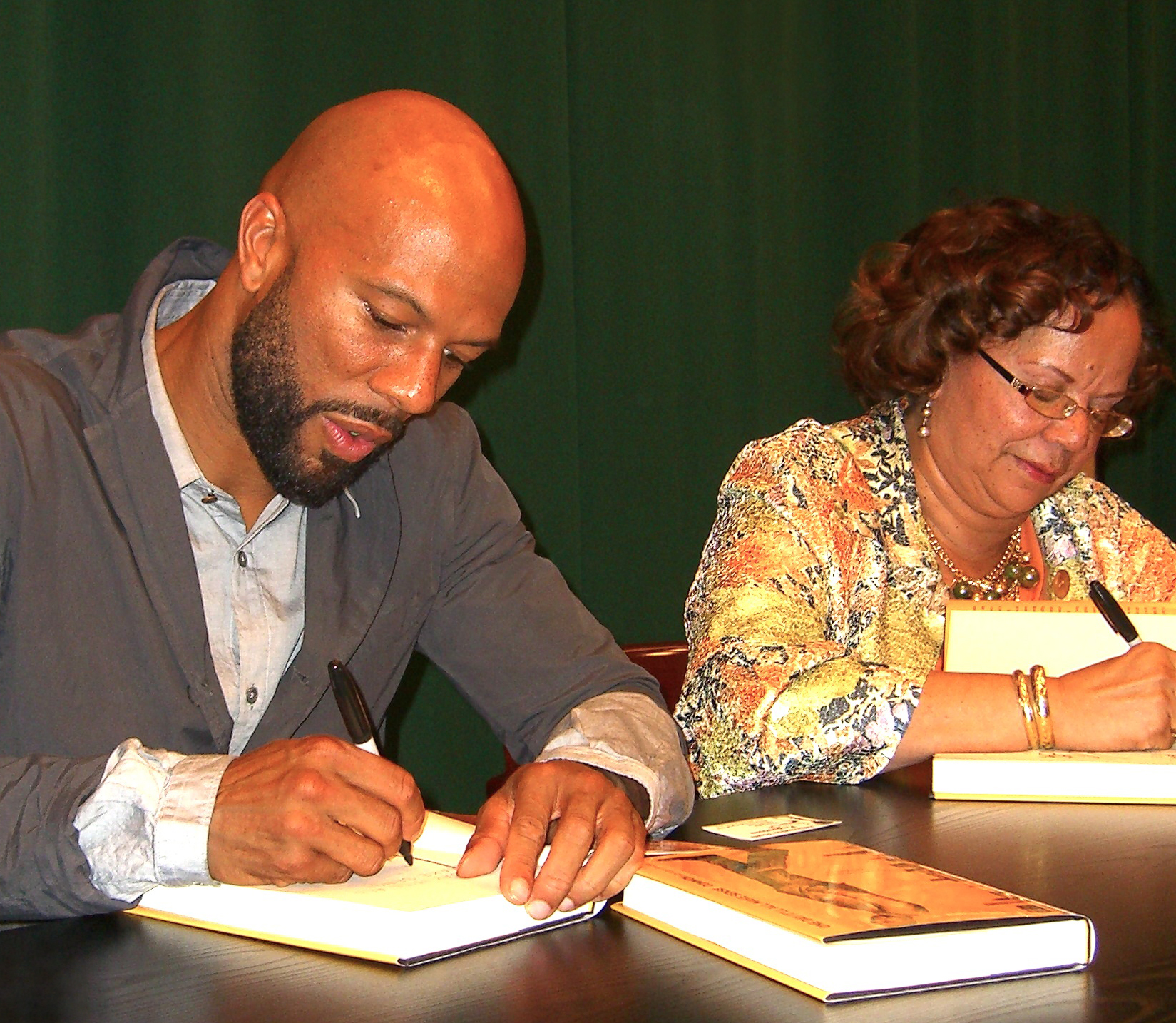
Common alături de mama sa, Dr Mahalia Ann Hines, în 13 septembrie 2011, la lansarea memoriilor sale în Manhattan

Common a debutat în sitcomul Girlfriends, în anul 2003, interpretănd rolul lui Omar, un poet care încerca să dobândească afecțiunea personalui Lynn Searcy. Deaseamenea el a apărut într-un episod al serialului One on One, unde a jucat rolul unui instructor de teatru numit Darius. Un alt rol al lui Common a fost în serialul de televiziune Scrubs.
Ca și actor de film, Common a jucat alături de Ryan Reynolds și Alicia Keys în Smokin' Aces, făcându-și debutul în lumea filmului în rolul lui Sir Ivy.
În 2007 a apărut alături de Russel Crowe și Denzel Washington în thrillerul American Gangster, în regia britanicului Ridley Scott.
În 2016, a jucat rolul  gangsterului Mr.T în filmul cu super-eroi Suicide Squad.
Lirica lui Common este influențată puternic de operele activistei și scriitoarei Maya Angelou.
El a fost invitat de către Michelle Obama la Casa Albă cu ocazia unui eveniment cultural, în cadrul căruia a recitat melodia „A song for Assata”,în care se face referire la Assata Shakur (o fostă membră a formațiunii politice Panterele Negre care a militat pentru măsurile antirasiste și care a ucis un polițist în 1973 ), stârnind controverse în rândul polițiștilor americani.

## Viața personală
Common a avut pe parcursul anilor relații cu cântăreața Erykah Badu și cu jucătoarea de tenis Serena Williams.
A fost vegan o lungă perioadă însă acum este pescetarian. Este un susținător al drepturilor animalelor și al PETA, apărând chiar și într-un videoclip de promovare al organizației.
Rapperul este fan al echipei de baschet Chicago Bulls și al echipei de fotbal american  Chicago Bears.
Revista Complex l-a clasat pe locul 33 în topul celor mai bine îmbrăcați rapperi ai tuturor timpurilor 
A fost unul dintre susținătorii lui Barack Obama la alegerile ezidențiale din 2008.

## Discografie
Albume de studio
- Can I Borrow a Dollar? (1992)
- Resurrection (1994)
- One Day It'll All Make Sense (1997)
- Like Water for Chocolate (2000)
- Electric Circus (2002)
- Be (2005)
- Finding Forever (2007)
- Universal Mind Control (2008)
- The Dreamer/The Believer (2011)
- Nobody's Smiling (2014)
- Black America Again (2016)
- Let Love (2019)
- A Beautiful Revolution (Pt. 1) (2020)
- A Beautiful Revolution (Pt. 2) (2021)

## Filmografie

### Film
| An   | Titlu                                 | Rol                    | Note   |
| ---- | ------------------------------------- | ---------------------- | ------ |
| 2002 | Brown Sugar                           | Rolul lui              |        |
| 2006 | Dave Chappelle's Block Party          | Corant Jaman Shuka     |        |
| 2006 | Smokin' Aces                          | 'Sir Ivy'              |        |
| 2007 | American Gangster                     | Turner Lucas           |        |
| 2008 | Street Kings                          | Imposter Coates        |        |
| 2008 | Wanted                                | 'The Gunsmith'         |        |
| 2009 | Terminator Salvation                  | Barnes                 |        |
| 2010 | Date Night                            | Detective Collins      |        |
| 2010 | Just Wright                           | Scott McKnight         |        |
| 2011 | Happy Feet Two                        | Seymour (voce)         |        |
| 2011 | New Year's Eve                        | Chino                  |        |
| 2012 | LUV                                   | Unchiul Vincent        |        |
| 2012 | The Odd Life of Timothy Green         | Coach Cal              |        |
| 2013 | Movie 43                              | Bob Mone               |        |
| 2013 | Pawn                                  | Officer Jeff Porter    |        |
| 2013 | Now You See Me                        | Agent Evans            |        |
| 2014 | X/Y                                   | Jason                  |        |
| 2014 | Every Secret Thing                    | Devlin Hatch           |        |
| 2014 | Selma                                 | James Bevel            |        |
| 2015 | Run All Night                         | Andrew Price           |        |
| 2015 | Being Charlie                         | Travis                 |        |
| 2016 | Barbershop: The Next Cut              | Rashad                 |        |
| 2016 | Suicide Squad                         | 'Monster T'            |        |
| 2017 | John Wick: Chapter 2                  | Cassian                |        |
| 2017 | Megan Leavey                          | 'Gunny' Martin         |        |
| 2017 | A Happening of Monumental Proportions | Daniel Crawford        |        |
| 2017 | Girls Trip                            | Rolul lui              |        |
| 2017 | Love Beats Rhymes                     | Coltrane               |        |
| 2018 | The Tale                              | Martin                 |        |
| 2018 | Hunter Killer                         | Rear Admiral John Fisk |        |
| 2018 | Here and Now                          | Ben                    |        |
| 2018 | All About Nina                        | Rafe Hines             |        |
| 2018 | Ocean's 8                             | Rolul lui              |        |
| 2018 | The Hate U Give                       | Carlos Carter          |        |
| 2018 | Smallfoot                             | Stonekeeper (voce)     |        |
| 2018 | Saint Judy                            | Benjamin Adebayo       |        |
| 2019 | The Kitchen                           | FBI Agent Gary Silvers |        |
| 2019 | The Informer                          | Edward Grens           |        |
| 2020 | Ava                                   | Michael                |        |
| 2022 | Alice                                 | Frank                  |        |
| 2023 | Fool's Paradise                       | The Dagger             |        |
| TBA  | Breathe                               | Darius                 | [ 35 ] |

### Televiziune
| An      | Titlu                          | Rol                     | Note                                                  |
| ------- | ------------------------------ | ----------------------- | ----------------------------------------------------- |
| 1997    | Crook & Chase                  | Rolul lui               | Episodul: "George Segal"                              |
| 2000    | The Lyricist Lounge Show       | Rolul lui               | Serial TV                                             |
| 2001    | Soul Train                     | Rolul lui               | Episodul: "Common & Macy Gray/Transitions/Olivia"     |
| 2003    | Girlfriends                    | Omar                    | Episodul: "Take This Poem and Call Me in the Morning" |
| 2003–05 | Def Poetry Jam                 | Rolul lui               | Rol secundar                                          |
| 2004    | Chappelle's Show               | Rolul lui/Musical Guest | Episodul: "World Series Of Dice & Mooney On Movies"   |
| 2004    | Game Over                      | Rolul lui (voce)        | Episodul: "Into the Woods"                            |
| 2004    | One on One                     | Darius                  | Episodul: "Cabin Fever"                               |
| 2004    | Scrubs                         | Rolul lui               | Episodul: "Her Story"                                 |
| 2005    | Black in the 80s               | Rolul lui               | 3 episoade                                            |
| 2005    | MTV Unplugged                  | Rolul lui               | Episodul: "Alicia Keys"                               |
| 2005    | Wild 'n Out                    | Rolul lui               | Episodul: "Christina Milian/Common"                   |
| 2005    | VH1 News Presents              | Rolul lui               | Episodul: "Hip Hop Videos: Sexploitation on the Set"  |
| 2005    | Driven                         | Rolul lui               | Episodul: "Kanye West"                                |
| 2005    | $2 Bill                        | Rolul lui               | Episodul: "Kanye West"                                |
| 2007    | Saturday Night Live            | Rolul lui               | Episodul: "Jeremy Piven/AFI"                          |
| 2009–10 | The Electric Company           | Rolul lui               | Episodul: "Lights, Camera, Beetles!" & "Jules Quest"  |
| 2010    | American Idol                  | Rolul lui               | Episodul: "Idol Gives Back/Top Seven Results"         |
| 2011    | Single Ladies                  | Mayor Howard            | Rolul lui: "Pilot"                                    |
| 2011–14 | Hell on Wheels                 | Elam Ferguson           | Rol principal (sezoanele 1-4)                         |
| 2012    | Bizarre Foods America          | Rolul lui               | Episodul: "Las Vegas"                                 |
| 2012    | Sesame Street                  | Rolul lui               | Episodul: "Practice Makes Proud"                      |
| 2013    | Real Husbands of Hollywood     | Rolul lui               | Episodul: "Thicke and Tired"                          |
| 2013    | The Mindy Project              | Security Guard          | Episodul: "Harry & Mindy"                             |
| 2015    | Lip Sync Battle                | Rolul lui/Competitor    | Episodul: "Common vs. John Legend"                    |
| 2015    | Knock Knock Live               | Rolul lui               | Episodul: "Episode One"                               |
| 2015    | David's Vlog                   | Rolul lui               | Episodul: "Smoking with Snoop Dogg!!?"                |
| 2015    | In Their Own Words             | Rolul lui               | Episodul: "Muhammad Ali"                              |
| 2015    | The Wiz Live!                  | The Bouncer             | Film TV                                               |
| 2016    | America Divided                | Rolul lui               | Episodul: "The System"                                |
| 2017    | American Masters               | Rolul lui               | Episodul: "Maya Angelou: And Still I Rise"            |
| 2017    | Saturday Night Live            | Rolul lui               | Episodul: "Chance the Rapper/Eminem"                  |
| 2017    | The Simpsons                   | Rolul lui (voce)        | Episodul: "The Great Phatsby: Part 2"                 |
| 2017–19 | The Lion Guard                 | Kiburi (voce)           | Rol secundar (sezonul 2), invitat (sezonul 3)         |
| 2018–19 | The Chi                        | Rafiq                   | Rol secundar (sezonul 1), invitat (sezonul 2)         |
| 2019    | Sherman's Showcase             | Henry                   | Episodul: "Enemies"                                   |
| 2020    | Fraggle Rock: Rock On!         | Rolul lui               | Rol secundar                                          |
| 2020    | Home Movie: The Princess Bride | Westley                 | Episodul: "Chapter One: As You Wish"                  |
| 2021    | Never Have I Ever              | Dr. Chris Jackson       | Rol secundar (sezonul 2)                              |
| 2022    | Storybots: Answer Time         | Mr. Wonderful (voce)    | Episodul: "Glue"                                      |
| 2023    | Silo                           | Robert Sims             | Rol principal                                         |

### Jocuri video
| An   | Titlu                   | Rol     | Note |
| ---- | ----------------------- | ------- | ---- |
| 2009 | Wanted: Weapons of Fate | Brummel | Voce |
| 2009 | Terminator Salvation    | Barnes  | Voce |

### Documentare
| An   | Titlu                          | Rol       | Note   |
| ---- | ------------------------------ | --------- | ------ |
| 2003 | The Blues: Godfathers and Sons | Rolul lui |        |
| 2010 | Bouncing Cats                  | Narator   |        |
| 2015 | Unity                          | Narator   | [ 38 ] |

## Legături externe
- Site web oficial
- Common: Geffen
- Common la AllMusic
- Common la Internet Movie Database